# Lucretia My Reflection
Lucretia My Reflection è un brano musicale della gothic band inglese The Sisters of Mercy, pubblicato come singolo nel 1988 dalla SBK Songs/BMG Music Publishing/Candelmaesse quale quarto e ultimo estratto dall'album Floodland.
Il singolo ha raggiunto il nº 20 nel Regno Unito e il nº 22 in Irlanda.

## Tracce
Testi e musiche di Eldritch.

### 7"
Lato A
1. Lucretia My Reflection - 4:20

Lato B
1. Long Train (1984) - 7:27

### 12"
Lato A
1. Lucretia My Reflection - 9:52

Lato B
1. Long Train (1984) - 7:25

### CD
1. Lucretia My Reflection - 9:51
2. Long Train (1984) - 7:26

## Cover
Le cover di Lucretia My Reflection sono state registrate anche dai seguenti gruppi musicali o artisti:
- Kreator - Voices of Transgression - A 90's Retrospective (1999)
- Alkaline Trio - The Suicide Girls: Black Heart Retrospective (2005)
- Gene Pool, B.C. - 2 (2007)
- Ladder Climber - This Is Neo Goth (2007)
- Black Kites - Paper Heart (2007)
- Maryslim feat. Jyrki 69 of The 69 Eyes - This Corrosion (2007)
- Project 86 - The Kane Mutiny EP (2007)
- Vampire Lust - Music Inspired by Sisters Of Mercy (2008)
- Tangerine - Lucretia My Reflection - Single (2008)
- Warrel Dane - Praises to the War Machine (2008)
- Black Light Burns - Cover Your Heart and the Anvil Pants Odyssey (2008)
- The Pinion - Deus Ex Machina (2009)
- Destroid - Silent World EP (2010)
- Nightingale (Dan Swano) - ???
- Mark Morriss - A Taste Of Mark Morriss

## Classifiche
| Classifica (1988)   | Posizione massima |
| ------------------- | ----------------- |
| Irlanda             | 22                |
| Regno Unito         | 20                |
| Stati Uniti (dance) | 30                |